# Житловий комплекс «Diadans»
Житловий комплекс «Diadans» — два 31-поверхових хмарочоси на спільному стилобаті, які будуються у Києві на вул. Євгена Коновальця, 19. Будівництво комплексу почалось 2019 року, заплановано завершити у другому кварталі 2022 року. «Diadans» став першим в Україні житловим комплексом сертифікованим за міжнародними стандартами екологічного будівництва BREEAM.

## Історія будівництва
Проєктом ЖК «Diadans» заплановано будівництво  двох 31-поверхових будинків, об'єднаних спільним стилобатом. У стилобатній частини буде розміщена внутрішня інфраструктура комплексу. Дах стилобату буде експлуатуватися - тут облаштують місце відпочинку жителів з панорамою центральної частини столиці.
На думку українських архітекторів проєкт за своїми архітектурними рішеннями відрізняється від стандартної забудови Києва 2000-х років.  Він виділяється наявністю ламаних фасадних ліній, панорамних вікон та скляних загороджень відкритих балконів-терас. Архітектором цього проекту є член Національної спілки архітекторів України Мухін Володимир Валерійович.
ЖК «Diadans» будується в історичній місцевості Черепанова гора Печерського району Києва на території колишнього хлібозаводу № 1. Девелопер забудови — компанія ENSO. Роботи з будівництва хмарочосу почались 2019 року. Спорудження обох будинків ведеться за монолітно-каркасною технологією із застосуванням кладки з цегли для стін. Станом на липень 2020 року, в секціях 1 і 2 завершилися роботи з армування та бетонування вертикальних і горизонтальних елементів 6-7-го і 8-9-го поверхів відповідно; на серпень 2020  — 12-го і14-го поверхів. Продовжуються роботи з кладки стін фасаду та перегородок. Відповідно до графіку спорудження житлового комплексу планується завершити у другому кварталі 2022 року. 

## Екологічна сертифікація
2020 року житловий комплекс «Diadans» пройшов екологічну сертифікацію за міжнародними екологічними стандартами.  2020 року ЖК «Diadans» пройшов сертифікацію BREEAM International New Construction, яка включає в себе оцінку енергоефективності, впливу будівлі на навколишнє середовище, безпеки для мешканців та відвідувачів, використання екологічних матеріалів для будівництва, зручності транспортної інфраструктури та інше. Станом на 2020 рік лише в Україні сертифікати BREEAM отримали 5 об'єктів: торговий центр у Львові, дві офісних будівлі у Києві: BC Grand і Astarta, а також житловий комплекс «Diadans».

## Характеристики
- Конструкція монолітно-каркасна; стіни з цегли; утеплення: мінеральна вата[17]
- Висота стелі 3,0 м.
- Кількість ліфтів у парадному: 4
- Кількість квартир у парадному: 276
- 3-рівневий підземний паркінг з ліфтом. Кількість паркомісць: 237
- Територія закритого комплексу під цілодобовою охороною
- Площа зеленої території 567,78 м2